# Jim Breyer
James W. Breyer (sinh năm 1961) là một nhà đầu tư mạo hiểm người Mỹ, người sáng lập và Giám đốc điều hành của Breyer Capital, một công ty đầu tư và hoạt động từ thiện, và là một đối tác tại Accel Partners, một công ty đầu tư mạo hiểm. Breyer đã đầu tư vào hơn 30 công ty đã niêm yết hoặc hoàn thành việc sáp nhập, với một số các khoản đầu tư, bao gồm Facebook, thu về số tiền hơn 100 lần vốn đầu tư và đầu tư nhiều công ty khác với số tiền thu về lớn hơn 25 lần số tiền bỏ ra.

## Cuộc sống ban đầu và giáo dục
Breyer, sinh năm 1961 ở New Haven, Connecticut, con trai của một người nhập cư gốc Hungary. Cha của ông, John P. Breyer, là một kỹ sư và điều hành tại Tập đoàn Dữ liệu Quốc tế. Mẹ ông, Eva là một giám đốc công nghệ của Honeywell. Năm 1983, Breyer nhận được bằng cử nhân khoa học xuất sắc tại liên ngành nghiên cứu của Đại học Stanford. Ông đã học những năm đầu đại học ở Florence, Italy và hoạt động tại cơ sở nay mang tên Trung tâm nghiên cứu Breyer Stanford ở nước ngoài tại Florence. Ông thích ngành công nghiệp công nghệ ở thung lũng Silicon và trong thời gian học đại học, ông đã làm việc bán thời gian cho cả Hewlett-Packard và Apple Inc.. Sau đại học, ông chấp nhận một công việc lamf một nhà tư vấn quản lý cho McKinsey & Company ở New York trong hai năm. Năm 1987, ông tốt nghiệp Thạc sĩ Quản trị Kinh doanh của Đại học Harvard, nơi ông được đặt tên là một Baker Scholar tốt nghiệp trong top 5% của lớp học.

## Nghề nghiệp

### Accel Partners và Breyer Capital
Năm 1987, ông bắt đầu làm việc cho công ty đầu tư mạo hiểm Accel Partners ở San Francisco và được hướng dẫn bởi người sáng lập Arthur Patterson và Jim Swartz. Năm 1990, ông trở thành một đối tác của công ty và vào năm 1995, ông trở thành một đối tác quản lý.
Accel Partners là cổ đông lớn nhất của Facebook sau Mark Zuckerberg, sở hữu 11% cổ phần tại thời điểm IPO của công ty. Năm 2005, Breyer thay mặt Accel Partners đầu tư 12.7 triệu USD (được định giá 98 triệu USD) vào Facebook, khi đó mới chỉ là một công ty mới bắt đầu với mười nhân viên. Năm 2000, Breyer thành lập Accel-KKR, một liên doanh giữa Accel Partners và công ty quản lý quỹ tư nhân KKR. Breyer cũng đứng đầu trong việc mua đứt BBN Technologies từ Verizon năm 2004.
Breyer đã dẫn một số khoản đầu tư Series A, bao gồm cả Etsy, [14] Clinkle [15] và Circle Internet tài chính. [16] Đầu tư Anh cũng đã dẫn đầu trong Legendary Pictures [9] và Spotify. [17] Forbes nói về Breyer, "Ông lướt nhẹ dễ dàng trong và giữa các vòng tròn:. Silicon Valley, Trung Quốc, châu Âu và Hollywood "[9]
Năm 2006, Breyer thành lập Breyer Capital, một nhà đầu tư chứng khoán toàn cầu tập trung vào việc cung cấp vốn để giúp thúc đẩy tác động cao và xã hội phi lợi nhuận doanh nghiệp. [9] Các quỹ tập trung vào các thị trường mới nổi như Trung Quốc, Brazil và Ấn Độ. [18] Breyer tiếp tục quản lý quỹ như Giám đốc điều hành. Breyer Capital đã tham gia vào một số khoản đầu tư bao gồm Quỹ Thử nghiệm của Harvard, [19] Brightcove, [20] Marvel Entertainment [21] và Legendary Pictures. [22]
Trong năm 2014 Breyer gia nhập ban Wickr giám đốc, cam kết 30 triệu $ trong tài trợ. Wickr là một ứng dụng nhắn tin nhằm cung cấp các thông điệp được mã hóa và tự hủy cho người sử dụng mà cam kết một cam kết nghiêm ngặt để riêng tư người dùng. [23] [24] [25]

### Đầu tư ở Trung Quốc
Năm 2005, Breyer đã giúp thành lập một liên doanh giữa Accel Partners và Trung Quốc dựa trên IDG Capital Partners, một công ty Trung Quốc đầu tư tiên phong đứng sau Baidu và Tencent. [26] Breyer và Patrick Joseph McGovern, người sáng lập và Giám đốc điều hành của IDG, đã từng là đồng -leads ủy ban đầu tư chiến lược của liên doanh Accel-IDG kể từ khi thành lập vào năm 2005. [27] Breyer đang hoạt động trong cộng đồng đầu tư Trung quốc và tiếp tục đầu tư trong nước thông qua Breyer Capital và quan hệ đối tác với IDG. [28] Ngoài ra, ông là thành viên của Hội đồng tư vấn của Đại học Thanh Hoa Kinh tế và Quản lý, Bắc Kinh. [29]
Trong tháng 6 năm 2014 IDG Capital đã thông báo đóng cửa của IDG China Venture Capital Fund IV, một quỹ đầu tư mạo hiểm công nghệ cao $ 586,000,000 tập trung vào làm cho công nghệ giai đoạn đầu, phương tiện truyền thông và đầu tư viễn thông (TMT) tại Trung Quốc. IDG cũng đã công bố sự tham gia của Breyer Capital và nói Jim sẽ đóng một vai trò cố vấn hàng đầu chiến lược trong các quỹ mới. [30] [31]

## Hội nghề nghiệp và các thành viên
Vào tháng 2 năm 2013, Breyer được bầu một viên của Tổng công ty Harvard, ban điều hành cấp cao của Đại học Harvard. [8] Ông cũng phục vụ trong Hội đồng cố vấn của trường kinh doanh Harvard của Dean và là thành viên sáng lập của Hội đồng tư vấn toàn cầu Đại học Harvard. [8] [32] Trong năm 2005, Breyer được bổ nhiệm làm giáo sư danh dự tại học viện Nhạc Lộc, Đại học Hồ Nam, Trung Quốc. [33]
Ông là thành viên của nhiều ban Diễn đàn Kinh tế Thế giới, [34] và là thành viên của Chì đốc Network, một tổ chức của các đạo diễn dành cho nâng cao hiệu quả hoạt động của các tập đoàn của họ và kiếm được sự tin tưởng của các cổ đông thông qua lãnh đạo hội đồng quản trị có hiệu quả hơn. [35 ] Ngoài ra, Breyer phục vụ như Chủ tịch của Quỹ liên doanh Kỹ thuật Đại học Stanford và là hội đồng quản trị của Chương trình Công nghệ Ventures Stanford. [36] [37]
Breyer hiện là các ban của Etsy, [14] Legendary Entertainment, [38] Circle tài chính, [39] và 21st Century Fox nơi ông là Chủ tịch của Ủy ban Bồi thường và một thành viên của Ủy ban Chỉ định. [40] Ông cũng là một chủ sở hữu thiểu số của Boston Celtics. [41]
Trong quá khứ, Breyer đã phục vụ trên một số Ban công cộng và tư nhân, bao gồm: Facebook từ tháng 4 năm 2005 đến tháng 6 năm 2013, nơi ông là một chủ tịch của Ủy ban Bồi thường; [42] Wal-Mart Stores, Inc., là chì / chủ giám đốc độc lập từ năm 2001 cho đến khi ông từ chức vào tháng 6 năm 2013; [43] [44] Marvel Entertainment là sáng lập Chủ tịch của Ủy ban Kế hoạch chiến lược từ năm 2006 cho đến khi mua lại của họ bởi Công ty Walt Disney năm 2009; [45] [46] News Tổng công ty 2011-2013; [47] Dell Inc., nơi ông là Chủ tịch sáng lập Ủy ban Kế hoạch và Tài chính chiến lược từ năm 2009 đến năm 2013; [48] [49] Brightcove, một nền tảng video trực tuyến mà ra công chúng vào năm 2012; [ 50] và Model N như một nhà đầu tư sáng lập và thành viên hội đồng quản trị. Breyer là thành viên của Hội đồng Quan hệ Đối ngoại, Pacific Community Ventures, và TechNet. [8] [36] Jim là một ủy viên quản của Bảo tàng nghệ thuật Metropolitan, nơi vợ của mình, Angela Chao, cũng là một thành viên của Hội đồng Chủ tịch, và một ủy viên quản của Bảo tàng San Francisco của nghệ thuật hiện đại. [51] [52]
Breyer trước đây đã tổ chức một số vị trí lãnh đạo khác, bao gồm: Chủ tịch của Hiệp hội đầu tư mạo hiểm quốc gia (NVCA); Chủ tịch Hiệp hội phương Tây của Liên doanh tư bản; Thành viên Hội đồng quản trị của Hiệp hội các Trường Kinh doanh Harvard; Chủ tịch Trung tâm Nghiên cứu California Harvard Business School; và Chủ tịch ủy ban khu vực Silicon Valley cho Chiến dịch của Đại học Stanford cho Đại học Giáo dục. [8] [36] [53]
bình luận kinh tế Jim Breyer và phân tích liên quan đến biến động thị trường quốc tế và xu hướng đầu tư đã được trích dẫn trong các ấn phẩm tài chính khác nhau, bao gồm cả tạp chí Fortune, tờ New York Times và Business Insider. [54] [55] [56] [57]

## Giải thưởng và thành tựu
Trong tháng 8 năm 2010, Fortune tên Breyer một trong 10 người thông minh nhất trong công nghệ, và các nhà đầu tư thông minh nhất trong công nghệ. [58] Trong ba năm liên tiếp, 2011-13, tạp chí Forbes đã xếp hạng Jim Breyer số một trên Forbes Midas Danh sách Tech Lên trên đầu tư. [58] [59] [60] Breyer nhận được giải thưởng Visionary Silicon Valley của Diễn đàn vào năm 2012. [61] Ông cũng đã được đặt tên cho tạp chí Vanity Fair mới thành lập Hall of Fame vào năm 2012. [62] năm 2014, Breyer là trao giải thưởng Thành tựu trọn đời của Venture Capital Journal. [63]

## Chính trị
Vào tháng 4 năm 2013, một nhóm vận động hành lang gọi FWD.us (nhằm vận động cho cải cách nhập cư và cải tiến giáo dục) đã được đưa ra, với Jim Breyer được liệt kê như là một trong những người sáng lập. [64]

## Cuộc sống cá nhân
Breyer kết hôn với giám đốc điều hành vận chuyển và nhà từ thiện Angela Chao, cô em út của Elaine Chao và người góa phụ của Bruce Wasserstein. [65] [66] Ông đã được trước đó đã kết hôn với người yêu đại học và nghệ sĩ trường phái ấn tượng Susan Zaroff người mà ông có ba người con, [1] [67] và những người ông đã ly dị vào năm 2004. [68]